# Mossbank
Mossbank es un pueblo canadiense situado en la provincia de Saskatchewan.

## Superficie
Mossbank tiene una superficie de 1,56 km².

## Demografía
En 2021, tenía 368 habitantes, una densidad poblacional de 236,5 hab./km², y 191 viviendas.